# Nathaniel Bacon (pintor)

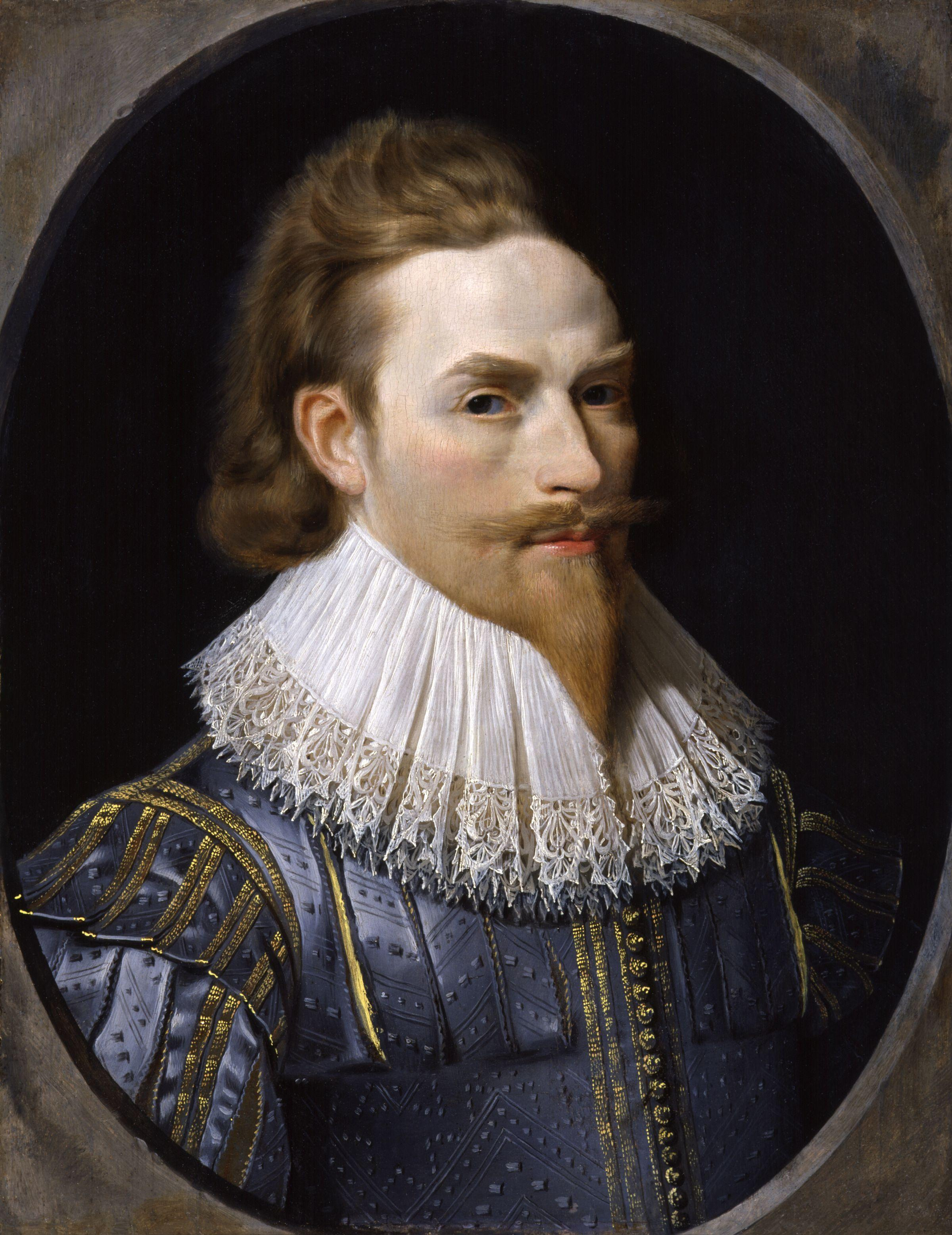
Autorretrato.

Sir Nathaniel Bacon (1585-1627) fue un pintor, terrateniente y horticultor de Culford, Suffolk, Inglaterra.

## Obra

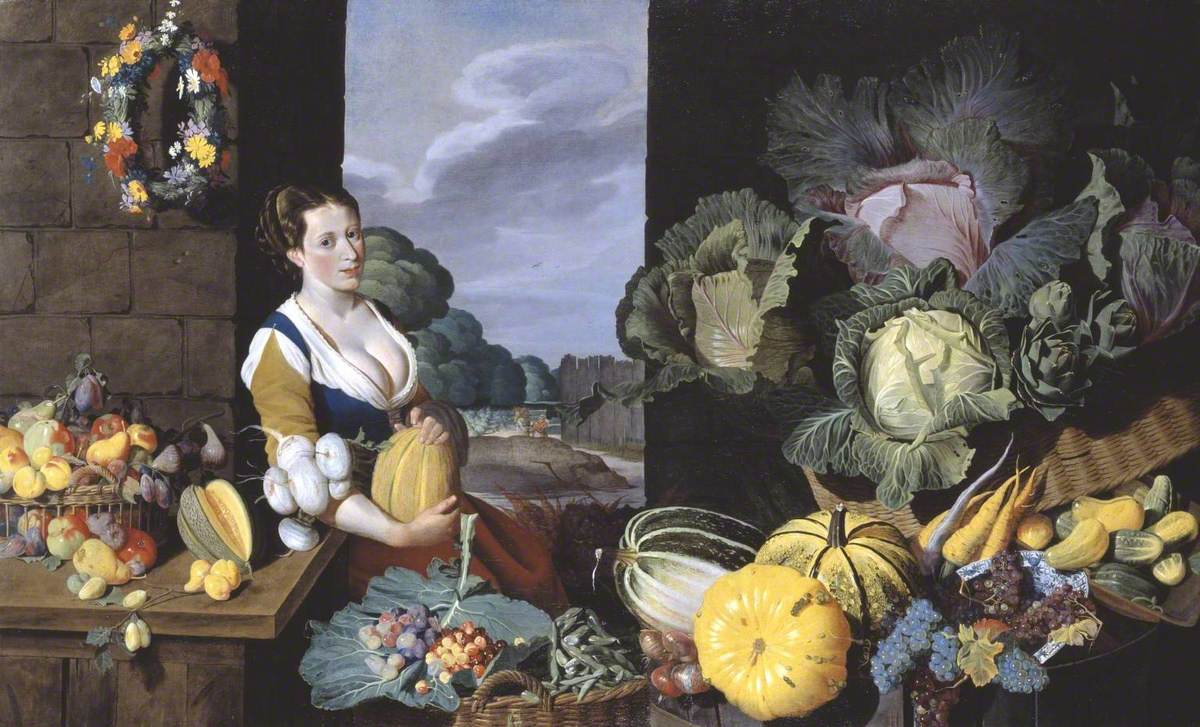
Cocinera con bodegón de verduras y frutas, pintado por Nathaniel Bacon.

Bacon era particularmente conocido por sus escenas de cocina y mercado, dominadas por representaciones de naturalezas muertas de grandes verduras y frutas, a menudo acompañadas por una mujer, siendo la más conocida La cocinera con naturaleza muerta de verduras y frutas (Tate Gallery, Londres). Esta predilección por las escenas de cocina o de mercado es mucho más común entre los pintores holandeses y flamencos; véase, por ejemplo, Joachim Beuckelaer, o de una generación posterior, Pieter Cornelisz van Rijck y Cornelis Jacobsz Delff. Se pensaba que solo nueve de las pinturas de Bacon sobrevivieron hasta que un retrato en la Casa de Gobierno, Sydney, fue identificado como un retrato de su esposa, Jane, Lady Cornwallis.
A Bacon se le atribuye el primer paisaje británico conocido, y también pintó varios autorretratos y una serie de otros retratos. Fue creado Caballero del Baño en 1625, en honor a la Coronación de Carlos I.

## Vida personal

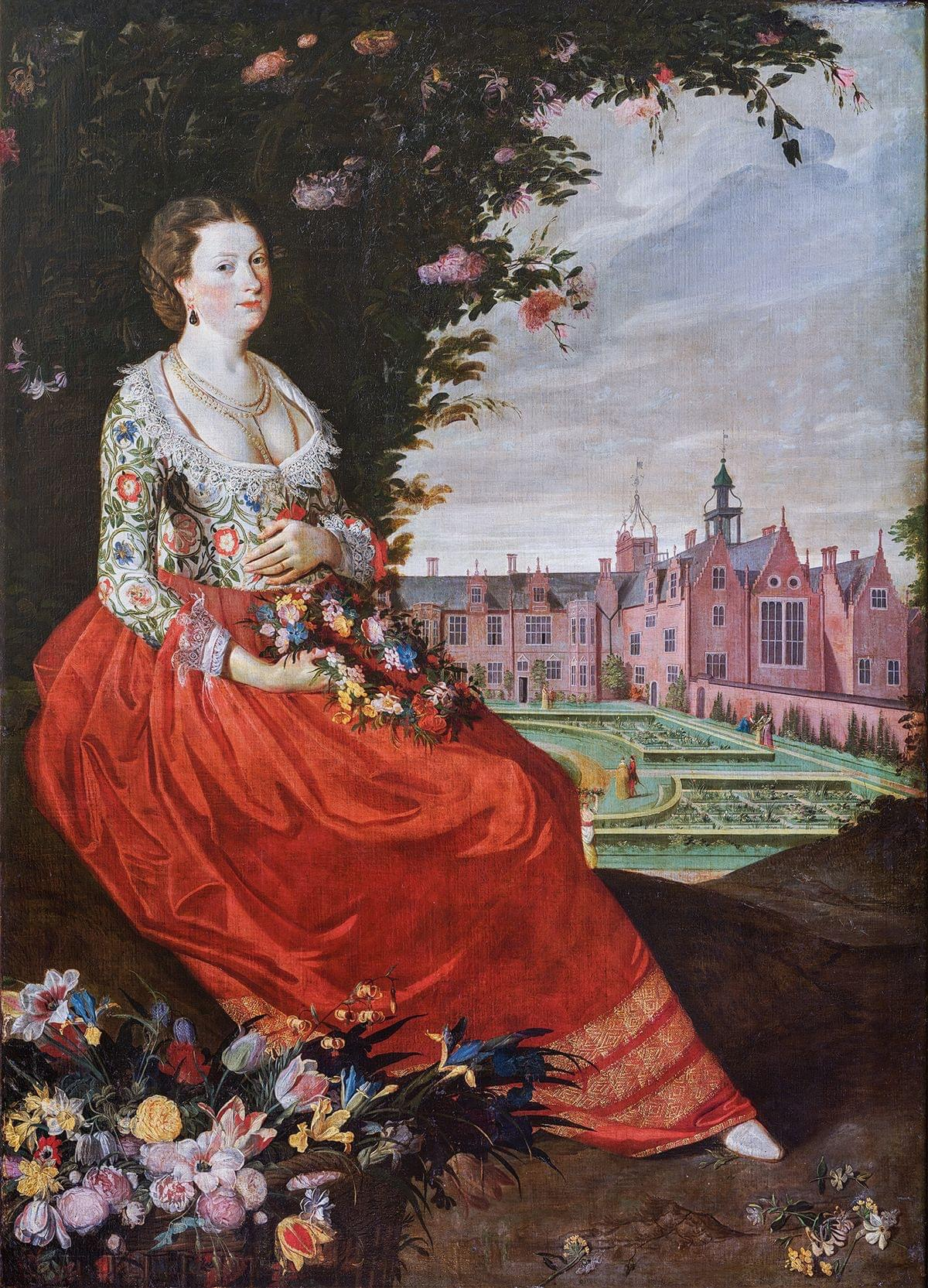
Atribuido a Nathaniel Bacon, la esposa del artista, Jane Bacon, Lady Cornwallis, de soltera Meautys, ca. 1614-1617.

Era el hijo menor de Sir Nicholas Bacon, hermano mayor del destacado político y filósofo Francis Bacon, y, por lo tanto, con conexiones con la élite política de la Inglaterra isabelina tardía.
En 1613 o 1614, Bacon se casó con Jane Cornwallis (de soltera Meautys), la viuda de Sir William Cornwallis y madre de Frederick Cornwallis. Bacon murió en Culford Hall (ahora reconstruido y renombrado como Culford Park) a la edad de 42 años. Fue enterrado allí el 1 de julio de 1627. Su hija, Jane, de tres años, murió ese mismo octubre y está enterrada junto a su padre. Las entradas de sus entierros se suceden en el Registro de entierros de la parroquia de Culford. Su hija Anne Bacon se casó con Sir Thomas Meautys en 1639.
Anne Bacon fue su hermana, y se cree que él pudo haber tenido alguna influencia en la notable serie de pequeñas pinturas que componen El armario de Lady Drury.
Bacon se conmemora en la iglesia de St Mary, Culford con un monumento del escultor Nicholas Stone. En junio de 1628, el hermano de Bacon, Sir Edmund Bacon, vio cómo se fabricaba en el taller de Stone en Long Acre de Londres y señaló: «El monumento de mi hermano avanza bien, lo vi tanto como está hecho, el día antes de que fuera dueño de la ciudad».